# غافين هوفر
غافين هوفر (بالإنجليزية: Gavin Hoover)‏ هو دراج أمريكي، ولد في 12 يوليو 1997 في مانهاتان بيتش في الولايات المتحدة.

## وصلات خارجية
- غافين هوفر على موقع الاتحاد الدولي للدراجات (الإنجليزية)
- غافين هوفر على موقع أرشيف الدراجات (الإنجليزية)
- غافين هوفر على موقع إحصائيات الدراجات الإحترافية (الإنجليزية)
- غافين هوفر على موقع نسبة الدراجات (الإنجليزية)
- غافين هوفر على موقع CycleBase (الإنجليزية)
- غافين هوفر على موقع أوليمبيديا (الإنجليزية)
- غافين هوفر على موقع اللجنة الأولمبية والبارالمبية الأمريكية (الإنجليزية)